# Entangled (Lied)
Entangled (englisch für „Verstrickt“) ist eine Ballade von Genesis, die 1976 auf ihrem Album A Trick of the Tail veröffentlicht und von Steve Hackett und Tony Banks geschrieben wurde.

## Text und Musik
Entangled hat eine sanfte Melodie und erzählt von einem Patienten, der sich in einem Krankenhaus „in eigenen Träumen verstrickt“ – bis er am Ende erschrickt, als man ihm die Rechnung zeigt:

„Dank unserer Freundlichkeit und Kompetenz

werden Sie keine Probleme haben,

bis Sie zu Atem kommen und die Schwester Ihnen die Rechnung bringt“

Entangled geht auf ein Stück von Hackett zurück, das Banks gefiel; er schrieb den Refrain und das Synthesizer-Solo am Ende. Hackett schrieb den Text, von dem Collins meinte, dass er sich wie Mary Poppins anfühlte. Rutherford erinnerte sich, dass Steve Hackett „anfing, Strophen zu schreiben, die sehr luftig-feenhaft waren, und dann kam man mit einem Knall herunter“.

## Coverversionen
Von der Ballade gibt es mehrere Coverversionen:
- 1987: The London Symphony Orchestra
- 1995: Submarine Silence
- 1996: Shadow Gallery
- 2012: Steve Hackett
- 2020: Fleesh

## Besetzung
- Phil Collins – Gesang, Schlagzeug
- Tony Banks – 12-Saiten-Gitarre, Keyboards (Mellotron, Synthesizer, Klavier)
- Steve Hackett – 12-Saiten-Gitarre
- Mike Rutherford – 12-Saiten-Gitarre, Bass